# Faginidae
Faginidae é uma família de milípedes pertencente à ordem Chordeumatida.
Género:
- Fagina Attems, 1904